# Thomas Gilman
Thomas Patrick Gilman (28 de mayo de 1994) es un deportista estadounidense que compite en lucha libre.
Participó en los Juegos Olímpicos de Tokio 2020, obteniendo una medalla de bronce en la categoría de 57 kg. Ganó tres medallas en el Campeonato Mundial de Lucha entre los años 2017 y 2022.

## Palmarés internacional
| Juegos Olímpicos   | Juegos Olímpicos  | Juegos Olímpicos  | Juegos Olímpicos |
| Año                | Lugar             | Medalla           | Categoría        |
| ------------------ | ----------------- | ----------------- | ---------------- |
| 2020               | Tokio (Japón)     | Medalla de bronce | 57 kg            |
| Campeonato Mundial |                   |                   |                  |
| Año                | Lugar             | Medalla           | Categoría        |
| 2017               | París (Francia)   | Medalla de plata  | 57 kg            |
| 2021               | Oslo (Noruega)    | Medalla de oro    | 57 kg            |
| 2022               | Belgrado (Serbia) | Medalla de plata  | 57 kg            |